# Бялотуль
Бялотуль (пол. Białotul, нім. Schwarzanger Domäne) — село в Польщі, у гміні Моґільно Моґіленського повіту Куявсько-Поморського воєводства.
Населення — 70 осіб (2011).
У 1975-1998 роках село належало до Бидгощського воєводства.

## Демографія
Демографічна структура станом на 31 березня 2011 року:
|          | Загалом | Допрацездатний вік | Працездатний вік | Постпрацездатний вік |
| -------- | ------- | ------------------ | ---------------- | -------------------- |
| Чоловіки | 34      | 9                  | 21               | 4                    |
| Жінки    | 36      | 5                  | 24               | 7                    |
| Разом    | 70      | 14                 | 45               | 11                   |